# Ессенціальні фосфоліпіди
Ессенціальні фосфоліпіди (EPL) — це складні речовини природного походження (ефіри холінофосфорної кислоти (фосфатидилхолін) та ненасичені жирні кислоти (лінолева, ліноленова, олеїнова)), які складають структурно-функціональну основу клітинних мембран.
Принциповою відміною ессенціальних фосфоліпідів (головний компонент −1,2-ділінолеоїл-фосфатидилхолін) від звичайних фосфоліпідів є наявність додаткової молекули лінолевої кислоти в 1-й позиції, що дозволяє йому заповняти дефекти мембрани, таким чином збільшуючи її гнучкість та текучість
Результати численних експериментальних досліджень 2,3,4,5 демонструють виражені репаративні властивості ессенціальних фосфоліпідів при ураженнях печінки різної етіології. Вплив терапії EPL обумовлений їх дією на патогенетичні механізми, що лежать в основі ушкоджень печінки.

## Спектр дії[3]
- прямий вплив на плинність мембрани (збільшення концентрації фосфатидилхоліну в печінці)
- регенерація мітохондріальної мембранної цитохром оксидази
- зниження акумуляції жиру в печінці
- зменшення оксидативного стресу, викликаного токсинами (етанол, гетеро логічний альбумін), шляхом пригнічення утворення вільних радикалів через ферментативну систему цитохрома CYP2E1
- пригнічення активації клітин Купфера ендотоксином
- пригнічення активації зірчастих клітин/ зменшення числа «перехідних клітин», відповідальних за синтез колагену
- зменшення нагромадження колагену шляхом стимуляції колагенази
- зниження фіброгенезу
- прискорений регрес фонового цирозу

## Класифікація
Віднесені до підгрупи A05B «Препарати для лікування захворювань печінки».

## Препарати ессенціальних фосфоліпідів
Оригінальний препарат ессенціальних фосфоліпідів EPL — Ессенціалє®, застосовується в клініці внутрішніх хвороб з 1957 року. В Україні Ессенціалє® доступний в двох формах Ессенціалє ® форте Н № 30 (капсулы) и Ессенціалє® Н (ампулы) № 5.
Випускається компанією «Санофі», Франція.
В Україні також наявний ряд препаратів-генериків на основі фосфоліпідів, але даних про їх терапевтичну та біо-еквівалентність оригінальному препарату немає.

## Фармацевтична дія
В світі накопичений більш ніж 50-річний досвід застосування препаратів ессенціальних фосфоліпідів в гепатології, кардіології та інших галузях медицини.
Ессенціальні фосфоліпіди використовуються для лікування наступних захворювань:
жирова дегенерація печінки (включно з ураженнями печінки при діабеті), гострі і хронічні гепатити, цироз печінки, перед- і після- операційне лікування хворого при хірургічному втручанні на печінці та жовчовивідних шляхах, токсичні ураження печінки, токсикози вагітності, псоріаз, радіаційний синдром.